# Сепаратизм в Азербайджане
Сепаратизм в Азербайджане — явление, вызванное стремлением этнических, субэтнических и национальных групп, живущих в пределах границ признанных и контролируемых Азербайджанской республикой, к независимости или автономии. Согласно рейтингу недееспособности государств мира на 2013 год, Азербайджан находится на 76 месте.

## Армянский сепаратизм
Согласно Резвани армянский сепаратизм в Нагорном Карабахе был бескомпромиссным и непримиримым. После того, как Азербайджан в 1991 году провозгласил свою независимость от СССР, армяне Нагорного Карабаха также объявили о своей независимости. В это время распад СССР ещё официально не произошёл и данный аргумент используется армянскими сепаратистами, заявляющими, что Нагорный Карабах никогда не был частью независимого Азербайджана.
Карабахский конфликт, начавшийся ещё в конце 1980-х годов столкновениями между армянами и азербайджанцами, впоследствии перерос в полномасштабную войну, закончившуюся соглашением о прекращении огня в 1994 году. В результате конфликта, произошли антиармянские погромы в Сумгаите, резня азербайджанцев в азербайджанском городе Ходжалы, вынужденное перемещение азербайджанцев и курдов из Армении и армян из Азербайджана, а также потеря значительной части территории Азербайджана. Помимо этого, в 1993 году Турция закрыла границу с Арменией в знак солидарности с Азербайджаном в связи с поддержкой Арменией армянских сепаратистов Карабаха.

## Лезгинский сепаратизм
В декабре 1991 года во время конституционного вакуума после распада Советского Союза Всенародный съезд лезгинского народа провозгласил создание независимого государства Лезгистан с включением территорий как Дагестана, так и Азербайджана. Как пишет тот же автор, это было актом отчаяния, потому что было очевидно, что река Самур станет международной границей. Таким образом, лезгины столкнулись с прямой угрозой разделения. Как результат нарастающего напряжения, "Садвал"ом были организованы демонстрации по обе стороны от границы, способствовавшие встречам высоко уровня между правительствами Азербайджана, России и Дагестана.В декабре 1989 года было создано Лезгинское народное движение «Садвал» (ЛНД), а 14 июля следующего года в посёлке Белиджи состоялся учредительный съезд организации. На фоне распада СССР 28 сентября 1990 года в селе Касумкент состоялся III съезд ЛНД, объявленный Первым общенациональным съездом лезгин, на котором была принята Декларация о восстановлении автономной государственности лезгинского народа. Решение Съезда было направлено в Верховный Совет СССР, последний готов был удовлетворить требования участников Съезда по предоставлению автономии лезгинскому народу на очередной сессии.Руководства Азербайджана и Дагестана предприняли ряд мероприятий по защите и развитию своих народов, в том числе лезгин. Так 19 сентября 1992 года президент Азербайджана Абульфаз Эльчибей обнародован указ «О защите прав и свобод, государственной поддержке развития языка и культуры национальных меньшинств». 20 апреля следующего года были приняты Рекомендации Протокола Совещания у заместителя Председателя Совета Министров — Правительства РФ С. М. Шахрая «О вопросах, связанных с решением проблем разделенного лезгинского и других народов Дагестана».

## Талышский сепаратизм

### Досоветский период

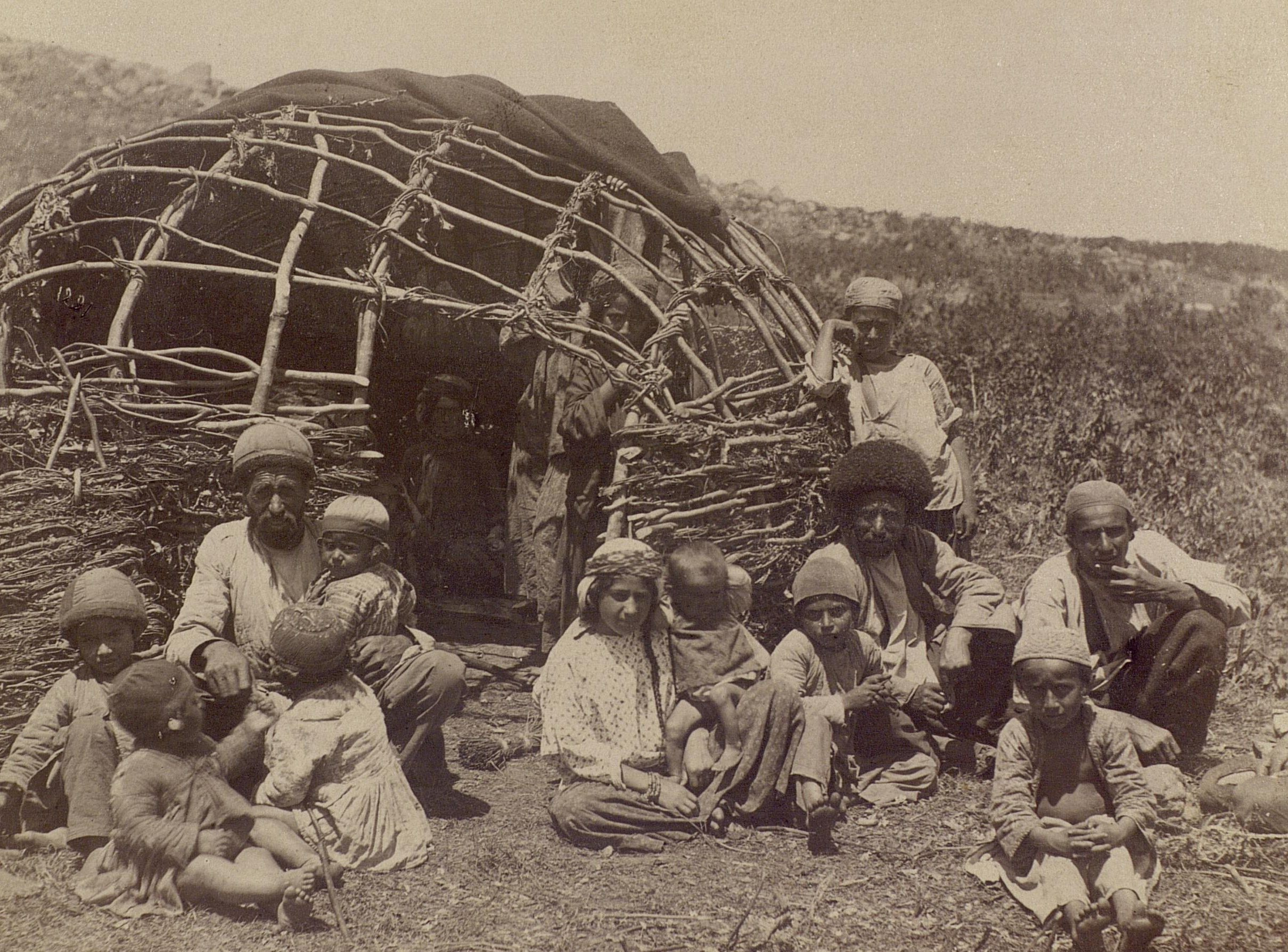
Группа иранских талышей у своего жилища, конец XIX в.

Талыши — ираноязычный народ, проживающий в Иране и на юго-востоке Азербайджана. Большую часть своей истории Талышстан входил в состав Ирана, но был экономически, политически и этнически мало связан с внутренним Ираном. Во время войн кызылбашей наследственные владетели Талыша оказали поддержку Сефевидам, поэтому талыши были включены в состав объединения кызылбашских племён, числясь особым «племенем». В середине XVIII века образовалось Талышское ханство, которое в 1802 году было принято под протекторат, а по Туркманчайскому договору 1828 года — окончательно присоединено к Российской империи.
В 1918 году талыш-муганские районы, отказались подчиниться АДР. 15—18 мая 1919 года в Ленкоране на съезде революционного Талыша была провозглашена Муганская Советская Республика в составе РСФСР. 23—25 июля 1919 года Ленкорань была взята азербайджанскими войсками, и Муганская Советская Республика ликвидирована. С этого момента, Ленкорань де-факто вошла в состав АДР, а позже автоматически вошла и в состав АзССР.

### Советский период
Ещё в 1920—1930 годы талышский язык преподавался в начальных школах, существовала газета «Красный Талыш». Однако в 1937 года, изучение талышского языка и публикации на нём были полностью свернуты. С тех пор до конца советского периода талышская идентичность жестко подавлялась. С 1959 по 1989 год талыши не включались в какие-либо переписи в качестве отдельной этнической группы, но считались частью азербайджанских тюрок, хотя язык талышей принадлежит к индоевропейской языковой семье.
В годы перестройки, талышская элита активно участвовала в Ленкоранском Народном Фронте за перестройку позднее вошедшим в Народный Фронт Азербайджана, одним из основателей которого был ленкоранский автоинженер, позднее полковник азербайджанской армии Альакрам Гумматов (Аликрам Гумбатов). По инициативе Гумматова и талышского поэта Али Насира, в программу Ленкоранского отделения Народного фронта в 1989 году было включено положение о создании автономии в талышских районах.
11 января 1990 года в ходе антисоветских волнений в Азербайджане Гумматов во главе местного отделения Народного фронта фактически сверг Советскую власть в Ленкорани и на протяжении 10 дней возглавлял город, после чего был арестован советскими правоохранительными органами.

### Образование и существование Республики
|                                                              |  |
| 1. Талыш-Муганская Республика (красным) 2. Альакрам Гумматов |  |

В начале июне 1993 года в Азербайджане возник военно-политический кризис, вызванный мятежом полковника Сурета Гусейнова в Гяндже и походом его отрядов на Баку. 8 июня Гумматов организовал в Ленкорани массовый митинг в поддержку Гусейнова, на котором в частности было выдвинуто требование создания в Верховном Совете Азербайджана второй палаты — палаты национальностей. В момент кризиса президент Эльчибей приглашает в Баку Гейдара Алиева. Переговоры с Суретом Гусейновым, посредником на которых выступил Гейдар Алиев, ни к чему не привели. В ночь с 17 на 18 июня Эльчибей неожиданно улетел в Нахичевань и поселился в своём родном селе Келеки. И.о президента страны стал Гейдар Алиев.
В момент кризиса 21 июня Альакрам Гумматов выступил по Ленкоранскому телевидению, объявив о создании Талыш-Муганской Автономной Республики в составе Азербайджана. Командования военной части в Ленкорани сделало заявление о том, что причиной провозглашения автономной республики явилось обеспечение и сохранение общественно-политической стабильности в этом регионе в связи с военным и политическим кризисом в Азербайджане. Эти события, главным образом, были направлены против прихода к власти Гейдара Алиева. Гумматов потребовал отставки и. о. президента страны Гейдара Алиева, возвращении в Баку экс-президента Аяза Муталибова, а также расширение широких полномочий премьер-министра Сурета Гусейнова.
2-3 августа премьер-министр Сурет Гусейнов и другие министры посетили Ленкорань для ознакомления с проблемами региона. 7 августа открылось заседание Милли Меджлиса ТМАР, которое одобрило создание Талыш-Муганской Автономной Республики. На собрании Милли Меджлиса президентом автономной республики был избран Гумматов, назначены председатель Милли Меджлиса Фахраддин Аббасов и председатель Кабинета Министров Ракиф Ходжаев, а также принят конституционный закон, учреждены гимн, флаг и другие атрибуты автономной республики. Действия Гумматова осудили Народный Фронт Азербайджана, Мусават и Социал-демократическая партия Азербайджана.
23 августа перед зданием горисполкома, где находились органы автономии, собралась протестующий народ. Они ворвалась в горисполком, но он оказался пуст: Гумматов находился в штабе 704-й бригады. Митинг переместился к воротам воинской части. Корреспондент «Ассошиэйтед пресс» сообщал из Баку, что «по оценкам, 10,000 протестующих собрались во время уик-энда перед штаб-квартирой Гумматова в Ленкорани, требуя его изгнания». Когда толпа выломала ворота и ворвалась на территорию части, был открыт огонь, в результате чего погибли 3 человека и ещё 5 были ранены. Ассошиэйтед пресс сообщал в те дни, что «больницы, по сообщениям, заполнены пострадавшими от вооружённых столкновений между сторонниками и противниками Аликрама Гумбатова».

### Последствия
После ликвидации автономной республики, Гумматов скрывался от ареста. В телефонном разговоре с корреспондентом газеты Коммерсантъ в сентябре 1993 года он заявил, что будет «бороться против режима Алиева самым решительным способом», поскольку не считает его легитимным. 9 декабря того же года он был арестован, однако 21 сентября 1994 года бежал из СИЗО Министерства Национальной Безопасности и был вновь арестован 7 августа 1995 года. По делу о Талыш-Муганской Автономной Республики было арестовано несколько десятков человек, которые были приговорены от 2 лет 9 месяцев лишения свободы до смертной казни. В 1998 году смертная казнь была заменена Гумматову пожизненным заключением, а в 2004 году он был помилован президентом Ильхамом Алиевым.
Иностранные исследователи отмечают скоординированность действий Гумматова с мятежом Сурета Гусейнова. Согласно Тому де Ваалу:
«Гумбатов, заручившись поддержкой бывшего министра обороны Рагима Газиева, присягнул на верность бывшему азербайджанскому президенту Аязу Муталибову. Этот мятеж, почти бескровно подавленный в августе, по-видимому, был, подобно мятежу Гусейнова в Гяндже, составной частью крупной политической интриги».
А. Рубинштейн и О. Смолянски, в целом оценивая движение Гумматова как «сепаратистское восстание среди талышского меньшинства», считают вероятным, что этот эпизод представляет собой очередную попытку могущественного лидера вооружённого формирования воспользоваться нестабильностью в Азербайджане, в данном случае апеллируя к персидским национальным чувствам. Они приводят сообщения, что Гумматов выражал готовность прекратить свой мятеж, если Муталибов вернётся к власти, а также указывают на наличие связей Гумматова с иранским Хезболлах и о его намерении присоединиться к Ирану, который отверг свою причастность к этим событиям.
По мнению профессора Брюса Паррота, провозглашение Талыш-Муганской Автономной Республики близким соратником Сурета Гусейнова Аликрамом Гумматовым было серьёзной угрозой территориальной целостности Азербайджана, «однако это приключение быстро превратилось в фарс». Талышский характер «республики», был минимальным, в то время как угроза территориальной целостности Азербайджана, которую представляло собой её существование, только дискредитировала Гумматова, и заодно с ним Гусейнова. Расим Мусабеков, характеризуя события, пишет:

Выступление Гумбатова, строго говоря, трудно квалифицировать как сепаратистское, так как ни он сам, ни его сторонники не заявляли о намерении отделить юг страны от Азербайджана. На вышедшей временно из-под контроля Баку территории не наблюдалось никакого противостояния и розни между талышами и азербайджанцами. Провозглашение ТМР скорее представляло собой политико-идеологическое прикрытие захвата власти группой военных, опирающихся на местные клановые группировки (как бы подобие путча Сурета Гусейнова, но в локальном масштабе и с более ограниченными целями), и несло угрозу не столько целостности, сколько унитарности Азербайджана. Как бы то ни было, но авантюра Гумбатова и его сторонников очень скоро провалилась.

В 2013 году Аликрам Гумбатов посетил территорию Нагорного Карабаха, контролируемую непризнанной НКР. По словам Гумбатова, он и многие его соотечественники внимательно следят за «достижениями народа НКР на пути становления независимого государства», в связи с чем он поздравил спикера парламента НКР Ашота Гуляна. Там он заявил:

Талышский народ мечтает о создании собственного национального государства, реализацией этой мечты и занимается Талышское национальное движение.
Аликрам Гумбатов считает, что в карабахском конфликте виновны власти Азербайджана
С 20 марта из НКР начала своё вещание радиостанция «Голос Талышстана», которое стало резонансным событием не только на постсоветском пространстве, но также отразилось в аналитических публикациях в Турции, Ирана и др. странах.